# Pave Clemens 12.
Pave Clemens 12. (7. april 1652 – 6. februar 1740) var pave fra år 1730, hvor han blev valgt, frem til sin død i 1740.
| Efterfulgte: Benedikt 13. | Pave 1730-1740 | Efterfulgtes af: Benedikt 14. |